# Hoehnea
Hoehnea là một chi thực vật có hoa trong họ Hoa môi (Lamiaceae).

## Loài
Chi Hoehnea gồm các loài: